# Tabula Germaniae
Tabula Germaniae (známá jako mapa Střední Evropy od Mikuláše Kusánského) je jednou z prvních moderních map na území Evropy.

## První verze mapy

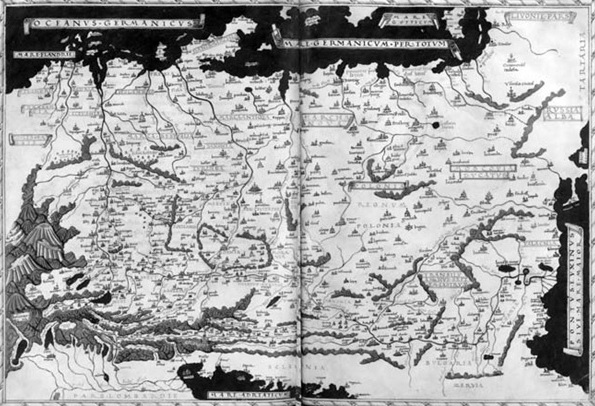
První verze mapy Mikuláše Kusánského

Starší verze mapy vznikala kolem roku 1450 a byla dokončena po roce 1455. Mapa vznikla z dobových zdrojů, velká část topografických detailů je založena na osobních znalostech autora nebo jeho přátel. Mapa přežila pouze přepracovaná Henrikem Martellem v díle Insularium illustratum. Jedná se o kresbu tuší a akvarely na pergamen. Velikost mapy je 33,5×51 cm.

## Druhá verze mapy
Finální verze Kusánského mapy, známá také jako Eichstättská mapa, je většinou datována k roku 1491, začala vznikat ale již kolem roku 1450. Stejně jako starší verze mapy vznikla z různých dobových zdrojů a osobních znalostí autora. Její vzhled ovlivnil Mikuláš Germanus. 

Mapa byla tištěna pomocí mědirytu, velikost původní desky byla 40,3* 55,2 cm. První výtisky mapy vznikly v Římě, až později byla mapa tištěna na území dnešního Německa.
Mapa vymezuje prostor zhruba 45°- 60° severní šířky a 6°- 30° východní délky. Měřítko mapy je asi 1 : 6 500 000.

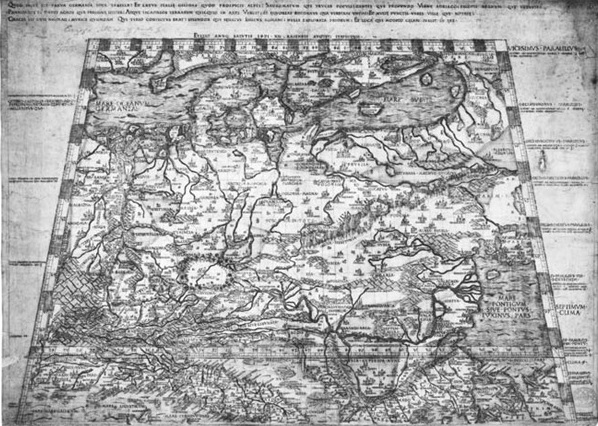
Tabula Germaniae, druhá verze mapy Mikuláše Kusánského

Název mapy zní: Quod picta est parva Germania tota tabella - tedy česky: To je malý nákres celé Germanie. Mapa má lichoběžníkový tvar, který je dále rozšířen za mapový rám Archivováno 14. 12. 2013 na Wayback Machine.. Pohoří jsou znázorněna shluky či pásy nestínovaných kopců, řeky dvojitou čarou a sídla kroužkem s tečkou uprostřed. K této značce připojena kresba věžovité stavby, u větších sídel je to více staveb. Popisky jsou psány velkými písmeny latinské abecedy, typ písma zůstává vždy stejný, mění se jen velikost písma. Na postupně vznikajících výtiscích mapy postupně přibývá kresba a mění se i mimorámové údaje mapy.

### Vydání mapy
Mědiryt pro tisk mapy vznikal kolem roku 1475. Linie byly vyryté, názvy měst pak vyražené. V prvním vydání mapy ještě u mnoha značek měst chybí názvy a mapa ještě neobsahuje prodloužení na jih za mapový rám. To je doplněno až u druhého vydání. Roku 1491, stále ještě v Římě, vzniklo třetí vydání mapy, na níž je v mimorámových údajích zmínka o městě Eichstätt (odtud název Eichstättská mapa). Čtvrté vydání vzniklo roku 1507 v německém městě Augsburg. Zajímavostí tohoto vydání je změna názvu mapy: Tabula moderna Polonie, Ungarie, Boemie, Germanie, Russie, Lithuanie. Páté vydání, vzniklé v roce 1530 v Basileji, je jediným vydáním, jehož výtisk se zachoval.